# Malheur (bier)
Malheur is een Belgisch bier dat wordt gebrouwen in Brouwerij De Landtsheer in Buggenhout.

## De bieren
Er zijn verschillende soorten Malheur-bieren, van de goudblonde 6° tot de Malheur Dark Brut. Malheur-bieren zijn bieren met hergisting op fles en op vat.
- Malheur 6° is een goudblond doordrinkbier van 6% volume alcohol met hergisting op fles.
- Malheur 8° is een blond bier met hergisting op de fles en een alcoholgehalte van 8%.
- Malheur 10° of Malheur Millennium is een blond degustatiebier van 10% volume alcohol. Malheur 10° heeft letterlijk een zonnegele kleur en een rozenachtig perzikaroma met verwijzingen naar kruidige sinaasappel- en citroenschillen. Ter gelegenheid van de eeuwwisseling werd dit zwaarder blond bier voor het eerst gebrouwen.
- Malheur 12° is een zwaar bruin bier met hergisting op fles van 12% volume alcohol.
- Malheur Bière Brut “à la méthode originale” is een rijk bier van 11% volume alcohol, gebotteld en een derde maal hergist in de fles.
- Malheur Dark Brut “à la méthode originale” is een donkerbruin bier met bruin, romig schuim van 12% volume alcohol, met een complexe geur van sherry, madeira, vanille en hout, en Haagse Hopjes.
- Malheur Cuvée Royale is de nieuwste Bière Brut. Het bier is gebrouwen ter gelegenheid van 175 jaar België. Het is een blond en sprankelend bier van 9% volume alcohol.

## Prijzen
- In 2011 werd Malheur Bière Brut door Test-Aankoop na een test van 210 speciaalbieren uitgeroepen als behorende tot de 18 beste bieren (bieren waarover de 30 proevers unaniem lovend waren).[1]
- World Beer Awards 2009 - Goud voor Malheur 10 in de categorie Best Pale Ale Blond.
- Malheur 12 behaalde goud op de World Beer Awards 2014 in de categorie Belgian Style Strong en werd uitgeroepen tot World's Best Dark.[2]